# Murtada-ad-Dawla Mansur ibn Lulu al-Kabir
Murtada-ad-Dawla Mansur ibn Lulu al-Kabir fou emir d'Alep del 1008 al 1015.
Era fill del visir Lulu. El 1002 Lulu va fer assassinar l'emir hamdànida Saïd-ad-Dawla, i va assolir el poder de facto junt amb Mansur, però encara només com a regent.
Lulu va enviar a l'exili el 1004 els emirs nominals, fills de Saïd-ad-Dawla, Abu-l-Hàssan Alí i Abu-l-Maali Xarif, que van anar a Egipte; un altre fill, Abu-l-Hayjà, es va escapar disfressat de dona, i va arribar a territori romà d'Orient.
Lulu va morir el 1008 i el seu fill Mansur el va succeir i va rebre del califa fatimita el làqab de Murtada-ad-Dawla (‘Acord de la dinastia’).
Durant el seu regnat, gairebé el d'un governador fatimita, l'hamdànida Abu-l-Hayjà que era cunyat del marwànida Muhahhid al-Dawla del Diyar Bakr, gràcies a les gestions d'aquest darrer va rebre permís dels romans d'Orient per intentar recuperar el poder i es va aliar als Banu Kilab o Kilabites. Va arribar a Mayyafarikin des on va sortir cap a Alep amb un petit exèrcit però no va obtenir suport militar dels romans d'Orient i Mansur va obtenir finalment l'adhesió dels Kilabites i també ajuda fatimita, i va derrotar Abu-l-Hayjà que va fugir a territori romà d'Orient, passant per Melitene i arribant finalment a Constantinoble. L'emperador el volia tornar a enviar però les gestions diplomàtiques de Mansur davant la cort imperial ho van impedir. Probablement Abu-l-Hayjà va passar al servei de l'Imperi Romà d'Orient i va servir com a capitost.
El 1015 Mansur fou enderrocat per Sàlih ibn Mirdàs i es va refugiar a territori romà d'Orient on el 1016 va obtenir el feu del castell de Shih al-Laylun, proper a la frontera. Va intentar també recuperar Alep, però sense èxit, i després va estar al servei de l'Imperi Romà d'Orient i va participar del costat romà d'Orient en la batalla d'Azas el 1030